# Đạ Tẻh
Đạ Tẻh là thị trấn huyện lỵ của huyện Đạ Huoai (cũ), tỉnh Lâm Đồng, Việt Nam.

## Địa lý
Thị trấn Đạ Tẻh có vị trí địa lý:
- Phía đông giáp xã Đạ Kho và xã Quảng Trị
- Phía bắc giáp xã Mỹ Đức
- Phía tây giáp xã An Nhơn
- Phía tây bắc giáp xã Quốc Oai
- Phía nam giáp tỉnh Đồng Nai.

Thị trấn Đạ Tẻh có diện tích 24,98 km², dân số năm 2022 là 19.495 người, mật độ dân số đạt 780 người/km².
Thị trấn Đạ Tẻh nằm trọn trong thung lũng Đạ Tẻh, có diện tích tự nhiên khoảng 2.500 ha, 80% diện tích bằng phẳng, 20% là đồi núi thấp tập trung ở phía nam và tây bắc của thị trấn, phần lớn thung lũng bị ngập nước vào mùa mưa (do sông Đồng Nai dâng nước). Có sông Đồng Nai, sông Đạ Tẻh 
và sông Đạ Mí (phụ lưu của sông đồng Nai) chảy ven thị trấn.
Toàn thị trấn có khoảng 20.000 người (40% dân số toàn huyện), dân cư sống tập trung tại các khu phố phía Đông (bờ sông Đạ Tẻh). Tập trung tại các tổ dân phố 1A, 1B, 1C, 2A, 2B, 2C, 2D, 3A, 4A, 4B, 4C, 5A, 5B, 5C và 6A (với diện tích khoảng 3,5 km²) tập trung khoảng 60% dân cư toàn thị trấn Và hầu hết các cơ quan, công sở, trường học, chợ của huyện và thị trấn đều tập trung tại khu vực này.
Dân cư thị trấn có nhiều tộc người với 13 dân tộc khác nhau trong đó đông nhất là người Kinh, sau đó là người Tày, Nùng, Mạ, K'Ho,...

## Hành chính
Thị trấn Đạ Tẻh chia thành 22 tổ dân phố: 1A, 1B, 1C, 2A, 2B, 2C, 2D, 3A, 3B, 3C, 4A, 4B, 4D, 5A, 5B, 5C, 6A, 6B, 7, 8A, 9, 10.

## Lịch sử
Sau năm 1975, thị trấn Nông trường Đạ Tẻh thuộc huyện Bảo Lộc.
Ngày 14 tháng 3 năm 1979, Hội đồng Chính phủ ban hành Quyết định số 116-CP về việc chuyển thị trấn Nông trường Đạ Tẻh thuộc huyện Bảo Lộc về huyện Đạ Huoai mới thành lập quản lý.
Ngày 6 tháng 6 năm 1986, Hội đồng Bộ trưởng ban hành Quyết định số 68-HĐBT về việc:
- Đổi tên thị trấn Nông trường Đạ Tẻh thuộc huyện Đạ Huoai thành thị trấn Đạ Tẻh.
- Chuyển thị trấn Đạ Tẻh thuộc huyện Đạ Huoai về huyện Đạ Tẻh mới thành lập quản lý.

Ngày 21 tháng 12 năm 2015, UBND tỉnh Lâm Đồng ban hành Quyết định số 2741/QĐ-UBND về việc công nhận thị trấn Đạ Tẻh là đô thị loại V.
Ngày 21 tháng 1 năm 2020, HĐND tỉnh Lâm Đồng ban hành Nghị quyết số 166/NQ-HĐND về việc:
- Sáp nhập một phần tổ dân phố 4C vào tổ dân phố 4B.
- Sáp nhập một phần tổ dân phố 8B và tổ dân phố Tân Lập vào tổ dân phố 8A.
- Sáp nhập một phần tổ dân phố 8B vào tổ dân phố 9.
- Sáp nhập phần còn lại của tổ dân phố 4C và phần còn lại của tổ dân phố 8B vào tổ dân phố 10.

Ngày 24 tháng 10 năm 2024, Ủy ban Thường vụ Quốc hội ban hành Nghị quyết số 1245/NQ-UBTVQH15 về việc sắp xếp đơn vị hành chính cấp huyện, cấp xã của tỉnh Lâm Đồng giai đoạn 2023 – 2025 (nghị quyết có hiệu lực từ ngày 1 tháng 12 năm 2024). Theo đó, sáp nhập thị trấn Đạ Tẻh thuộc huyện Đạ Tẻh vào huyện Đạ Huoai. Thị trấn Đạ Tẻh trở thành huyện lỵ của huyện Đạ Huoai.
Ngày 1 tháng 7 năm 2025, Ủy ban Thường vụ Quốc hội ban hành Nghị quyết số 1671/NQ-UBTVQH15 về việc sắp xếp các đơn vị hành chính cấp xã tỉnh Lâm Đồng năm 2025. Trên cơ sở đó, sắp xếp toàn bộ diện tích tự nhiên, quy mô dân số của thị trấn Đạ Tẻh và xã An Nhơn, xã Đạ Lây thành xã mới có tên gọi là xã Đạ Tẻh.

## Kinh tế
Thị trấn Đạ Tẻh với kinh tế chủ yếu là nông nghiệp trồng lúa nước, mía, rau đậu,...
Thị trấn Đạ Tẻh không có các địa điểm tiềm năng để du lịch nhưng huyện Đạ Huoai thì lại rất có tiềm năng.
- Hồ Đạ Tẻh (cách thị trấn 10 km về phía Bắc) tại xã Mỹ Đức là hồ thủy lợi lớn nhất Lâm Đồng, vùng đầu nguồn là khu vực bảo tồn thiên nhiên với hệ sinh thái rừng mưa nhiệt đới nguyên thủy chưa có sự tác động của con người, nơi đây rất đa dạng với các loài thực vật và động vật, đặc biệt xung quanh hồ có hàng chục thác nước tuyệt đẹp. Có thể nói Đà Lạt có thể là bảo tàng của các thác nước đẹp vì Đạ Tẻh chưa được khai phá mà thôi.
- Thác Đakala (thác Triệu Hải) (cách thị trấn khoảng 7 km về phía Đông – Bắc) trên địa phận xã Triệu Hải, đây là thác nước đứng một bậc với chiều cao từ đỉnh đến chân thác khoảng 70m, lưu lượng nước nhiều hơn chút ít so với thác Đatanla ở Đà Lạt, có hồ nước rộng ở chân thác và mọi người có thể tắm tại đây. Đường vào thác rất thuận tiện và phong cảnh rất đẹp với rừng ở hai bên. Nước trong vắt và lạnh mát vào mùa hè, mùa mưa nước chỉ hơi đục. Đi từ hướng thị trấn vào còn cách xa thác chừng 3 km nhưng đã có thể nhìn thấy dòng thác chảy từ trên núi xuống.
- Thác Xuân Đài cách thác Đakala khoảng 3 km về phía Bắc, trên địa bàn xã Đạ Pal, là thác nhiều bậc giật cấp (tổng cộng có 3 bậc) Bậc cao nhất cao khoảng 15m. cũng có phong cảnh rất đẹp và nên thơ, được bao bọc bởi rừng già nguyên thủy.
- Thác Dây (thác Xuân Thủy) cách thác Đakala hơn 1 km về phía Đông – Bắc, Đây cũng là thác giật cấp nhiều tầng (7 tầng) theo chiều dài của suối, tầng cao nhất cao khoảng 30m, thác có nhiều hồ nước sâu, trong rất thích hợp để tắm. Đường vào thác thuận tiện nhưng chỉ đến được chân thác. Để lên các tầng cao thì phải leo trèo rất nguy hiểm (thích hợp để du lịch mạo hiểm, trèo thác). Thác nằm giữa 2 khe núi, bao quanh là rừng nguyên sinh. Vào các ngày lễ thường có nhiều học sinh từ thị trấn tổ chức picnic đến đây.
- Thác Hơi trên địa bàn xã Đạ Kho (cách thị trấn khoảng 5 km về phía Đông – Bắc) đây là thác nước nhỏ nhất so với các thác đã kể ở trên nhưng không vì thế mà kém hấp dẫn. Đây cũng là một thác nước giật cấp (có 6 tầng tất cả). Về mùa mưa nước nhiều nên thác rất hùng vĩ, tung bọt trắng xóa và hơi nước mà mịt (nên mới có tên gọi là Thác Hơi) nhưng về mùa khô nước ít nên chỉ len lỏi giữa các kẽ đá (Đá ở đây rất nhiều và các khối đá rất lớn) và chỉ chảy róc rách. Điểm hấp dẫn nhất ở đây là thác có rất nhiều hồ nước sâu và trong, mọi người tha hồ tắm suối và bơi lội.
- Ngoài ra nơi đây còn có các Buôn làng của người Châu Mạ và K’Ho, họ vẫn giữ được những nét văn hóa truyền thống.

Thị trấn Đạ Tẻh cách ngã 3 Madaguôi (trên quốc lộ 20 Sài Gòn – Đà Lạt) 20 km về phía Tây. Từ ngã 3 Madaguôi đi theo tỉnh lộ 721 khoảng 20 km sẽ đến thị trấn Đạ Tẻh. Hoặc cũng có thể đi từ hướng Tây, từ quốc lộ 14 rẽ tại ngã 3 Sao Bọng đi về phía Lâm Đồng vượt qua sông Đồng Nai tại cầu Phước Cát cũng đi theo quốc lộ 721 từ Sao Bọng đến Đạ Tẻh khoảng 60 km. Trên lý thuyết bạn có thể đến thị trấn Đạ Tẻh bằng cách đi theo sông Đồng Nai nhưng thực tế thì lại không thể vì sông Đồng Nai chảy qua khu vực này có nhiều thác ghềnh, lại chảy giữa rừng rậm (rừng quốc gia Cát Tiên) và đồi núi đá, lòng sông nhỏ, nước chảy xiết và bờ sông rất cao nên không thể đi thuyền.